# Jin Huidi
Jin Huidi (晋惠帝, Sima Zhong; * 13. Februar 259; † 8. Januar 307) war 290 bis 306 der Kaiser von China.
Er war der dritte Sohn des Kaisers Jin Wudi aus der frühen Jin-Dynastie und wurde mit neun Jahren zu dessen Nachfolger bestimmt. Da er jedoch geistig zurückblieb, wollte der Kaiser ihn eigentlich als Nachfolger absetzen. Die Entscheidung fiel jedoch nicht. Das Regierungsgeschäft wurde hauptsächlich von der Kaiserinwitwe und ihren Verwandten geführt, was zu starkem Unmut führte und den Krieg der Acht Prinzen verursachte. Nach jahrelangen Kämpfen setzte der kaiserliche Prinz Sima Yue sich 306 durch und wurde Regent von Jin Huidi. Unmittelbar nach dessen Amtsantritt starb der Kaiser durch vergiftetes Essen. Mit hoher Wahrscheinlichkeit geschah dies im Auftrag von Sima Yue, ein Motiv ist aber bis heute nicht klar.
| Vorgänger | Amt                      | Nachfolger |
| --------- | ------------------------ | ---------- |
| Wu        | Kaiser von China 290–306 | Huai       |

| Personendaten    | Personendaten      |
| ---------------- | ------------------ |
| NAME             | Jin Huidi          |
| ALTERNATIVNAMEN  | 晋惠帝; Sima Zhong |
| KURZBESCHREIBUNG | Kaiser von China   |
| GEBURTSDATUM     | 13. Februar 259    |
| STERBEDATUM      | 8. Januar 307      |